# Biología matemática y teórica

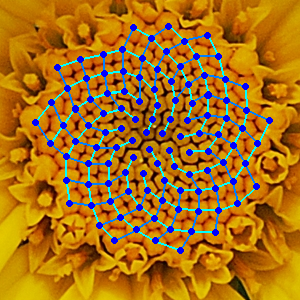
Flor de Camomila amarilla exhibiendo el número de Fibonacci.

La Biología Matemática, la Biología Teórica o la Biomatemática es un área científica interdisciplinaria de investigación entre las matemáticas y la biología con una diversa variedad de aplicaciones. La biología teórica utiliza principios y modelos matemáticos para comprender y predecir el comportamiento de los sistemas biológicos, mientras que la biología matemática emplea técnicas matemáticas para analizar y resolver problemas biológicos, aunque ambos términos son a menudo intercambiados.
La biología matemática tiene como objetivo la representación matemática, tratamiento y modelización de procesos biológicos, utilizando técnicas y herramientas de las matemáticas aplicadas. Tiene tanto aplicaciones prácticas como teóricas en la investigación biológica, biomédica, biotecnológica, la ecología, la evolución, la genética, la neurociencia y la biología molecular. Al describir sistemas de una manera cuantitativa su comportamiento puede ser mejor simulado, y por lo tanto sus propiedades pueden ser predichas ya que pueden no ser evidentes para el experimentador. Esto requiere modelos matemáticos precisos. En otras palabras, la biología teórica se enfoca más en el desarrollo de principios teóricos para la biología, mientras que la biología matemática se enfoca en el uso de herramientas matemáticas para estudiar sistemas biológicos, aunque los dos términos a veces se intercambian. Por ejemplo, la biología teórica y matemática se ha utilizado para estudiar cómo se propagan las enfermedades infecciosas en poblaciones, cómo las especies interactúan en los ecosistemas y cómo las células se dividen y se diferencian. Los modelos matemáticos también se utilizan para entender cómo las mutaciones genéticas se propagan en poblaciones y cómo se pueden utilizar para diseñar terapias para enfermedades genéticas.
Debido a la complejidad de los sistemas vivos, la biología teórica emplea varios campos de las matemáticas y ha contribuido al desarrollo de nuevas técnicas. Además, por la gran diversidad de conocimiento específico involucrado, la investigación biomatemática a menudo se lleva a cabo en colaboración entre matemáticos, físicos, biólogos, zoólogos, químicos y fisiólogos, entre otros científicos.

## Historia

### Historia temprana
El origen de la biología matemática se remonta al siglo XVIII, cuando matemáticos como Daniel Bernoulli y Leonhard Euler comenzaron a aplicar la teoría de la probabilidad y la estadística a la epidemiología y la demografía. Sin embargo, los primeros colaboradores de la biología matemática como un campo de estudio específico en sí mismo surgieron a finales del siglo XIX y principios del siglo XX. A continuación se lista una serie de contribuidores a esta área, cronológicamente ordenados y mencionado sus aportes específicos:
- Uno de los ejemplos más tempranos, es en el siglo XIII, cuando Fibonacci usó la famosa sucesión de Fibonacci para describir el crecimiento de las poblaciones de conejos. Específicamente, se habla que en cada generación, los conejos se reproducen y crean una nueva generación que sigue la sucesión de Fibonacci: 1, 1, 2, 3, 5, 8, 13, 21, etc. Es decir, cada nuevo conjunto de conejos se suma al anterior para formar un nuevo conjunto más grande.
- Posteriormente, en el siglo XVIII, Daniel Bernoulli aplicó las matemáticas para describir el efecto de las muertes por viruela en la población humana. Bernoulli fue uno de los pioneros en utilizar las matemáticas para estudiar la propagación de enfermedades contagiosas. En 1760, Bernoulli escribió un ensayo titulado Ensayo sobre la Doctrina de las Probabilidades y su Aplicación a la Moral y a la Política, en el cual aplicó la teoría de la probabilidad a la propagación de la viruela en la población. En su ensayo, Bernoulli argumentó que la vacunación era una estrategia efectiva para prevenir la propagación de la enfermedad. Bernoulli también trabajó en otros problemas médicos y epidemiológicos, como el estudio de la mortalidad infantil y la esperanza de vida. Sus contribuciones en este campo ayudaron a sentar las bases de la epidemiología moderna y a establecer la importancia de la aplicación de las matemáticas y la estadística en la investigación médica.
- En el mismo siglo XVIII, Leonhard Euler desarrolló modelos matemáticos para explicar la propagación de enfermedades infecciosas, como la viruela y la peste bubónica, y para estimar la efectividad de diferentes estrategias de control y prevención. También aplicó la teoría de la probabilidad y la estadística para estudiar la mortalidad y la fertilidad en las poblaciones humanas, y para analizar el impacto de eventos importantes tales como la guerra y la migración en la demografía. Además, Euler hizo importantes contribuciones al campo de la matemática aplicada en general, que a su vez se han aplicado en la biología matemática. Por ejemplo, desarrolló la teoría de las funciones complejas y la geometría analítica, que han sido utilizadas en el análisis de imágenes y la modelización de sistemas biológicos complejos.
- Por otro lado, en 1789, Thomas Malthus en un ensayo, describió el crecimiento de la población humana, basado en el concepto del crecimiento exponencial. En su obra más famosa, "Ensayo sobre el principio de la población" (1798), Malthus argumentó que la población humana tiene una tendencia natural a crecer exponencialmente, mientras que los recursos naturales para mantener a esa población crecen solo de forma lineal. Según Malthus, esta discrepancia entre el crecimiento de la población y los recursos naturales eventualmente llevaría a la escasez de recursos y, en última instancia, a la catástrofe. Posteriormente estas ideas fueron establecidas matemáticamente por Pierre François Verhulst, quien formuló el modelo de crecimiento logístico en 1836.
- Fritz Müller en 1879, describió los beneficios evolucionares  de lo que ahora es llamado mimetismo mülleriano, en un relato notable por ser el primer uso de un argumento matemático en ecología evolutiva para mostrar que tan poderoso podría ser el efecto de la selección natural, a menos que se incluya la discusión de Malthus sobre los efectos del crecimiento de la población que influyó en Charles Darwin: Malthus argumentó que el crecimiento sería exponencial (él usa la palabra "geométrico") mientras que los recursos (la capacidad de carga del medio ambiente) solo podrían crecer aritméticamente.[3] Entrando un poco más a detalle, Müller estudió la biología de las mariposas y otros insectos en Brasil y fue uno de los primeros en aplicar métodos estadísticos para estudiar la distribución y abundancia de las especies de insectos en diferentes hábitats. También utilizó modelos matemáticos para estudiar la selección natural y la adaptación de los insectos a su entorno, y para explicar la evolución de la diversidad biológica en las regiones tropicales. Müller también hizo importantes contribuciones al estudio de la simbiosis entre insectos y plantas, y fue el primero en describir la relación de polinización entre orquídeas y abejas macho en lo que hoy se conoce como "mimetismo floral". Sus estudios de esta relación simbiótica ayudaron a establecer la importancia de las interacciones ecológicas en la evolución y la biodiversidad.
- A finales del siglo XIX y principios del siglo XX, Karl Pearson hizo importantes contribuciones a la biología matemática. Aplicó sus conocimientos estadísticos a la genética y la biometría, y desarrolló la teoría de la correlación y la regresión para analizar las relaciones entre variables biológicas. También utilizó la estadística para analizar datos de estudios biológicos, como los estudios de cría selectiva de animales y plantas, y para entender la variabilidad en las poblaciones biológicas. Él fue uno de los primeros en aplicar la teoría de la distribución normal a la biología, y en utilizar la inferencia estadística para hacer predicciones sobre la evolución y la adaptación de las especies.
- Además, en el siglo XIX, August Weismann también hizo importantes contribuciones a la biología matemática, especialmente en el campo de la genética y la evolución. Weismann fue uno de los primeros en aplicar la teoría de la selección natural a la evolución de las especies, y propuso la idea de que las características heredadas son determinadas por factores genéticos, una teoría que fue más tarde confirmada por la investigación en genética. Él también desarrolló modelos matemáticos para estudiar la herencia genética y la evolución de los caracteres adquiridos. Uno de los mayores logros de Weismann en la biología matemática fue su teoría de la segregación de la línea germinal, que afirmaba que los gametos (es decir, los óvulos y los espermatozoides) contienen información genética que se separa de la información de los demás tejidos del cuerpo en un proceso llamado meiosis. Esta teoría fue fundamental para comprender cómo se transmiten los rasgos heredados de una generación a otra, y sentó las bases para la moderna teoría de la herencia genética.
- En el siglo XX, otros colaboradores importantes de la biología matemática incluyen al matemático estadounidense Ronald Fisher, quien hizo importantes contribuciones al campo de la genética de poblaciones, y al biólogo matemático estadounidense Robert May, quien aplicó la teoría de los sistemas dinámicos a la ecología y la evolución. Por un lado, Ronald Fisher, hizo importantes contribuciones a la genética y la evolución. Él desarrolló la teoría matemática de la herencia y la selección natural, y propuso la hipótesis de que la variabilidad genética es mantenida por la selección natural. También desarrolló técnicas estadísticas para analizar datos biológicos, y aplicó la teoría de la probabilidad a la biología. Por otro lado, Robert May, un ecólogo teórico británico, también hizo importantes contribuciones a la biología matemática. Él desarrolló modelos matemáticos para estudiar las poblaciones biológicas y las redes alimentarias, y propuso la teoría de la complejidad en la ecología. También desarrolló la teoría del caos en la ecología, que muestra cómo pequeñas variaciones en las condiciones pueden tener grandes efectos en las poblaciones biológicas.
- Un poco más de información adicional: En 1901, el término "biología teórica"  fue usado en como título de una monografía de Johannes Reinke, luego en 1920 por Jakob von Uexküll. Se considera que un texto fundacional es Sobre el crecimiento y la forma (1917) de D'Arcy Thompson,[4] y otros pioneros incluyen a Hans Leo Przibram, Vito Volterra, Nicolas Rashevsky y Conrad Hal Waddington.[5]

### Desarrollos recientes
El interés en este campo ha crecido rápidamente desde 1960, algunas razones son las siguientes:
- El rápido crecimiento de conjuntos de información ricos en datos, debido a la revolución genómica, que son difíciles de entender sin el uso de herramientas analíticas.[6]
- El desarrollo reciente de herramientas matemáticas como la teoría del caos para ayudar a comprender mecanismos complejos no lineales en biología.
- El aumento de la capacidad de cómputo, que facilita cálculos y simulaciones que antes no eran posibles.
- Un interés creciente en la experimentación in silico debido a consideraciones éticas, riesgo, falta de confiabilidad y otras complicaciones involucradas en la investigación con humanos y animales.

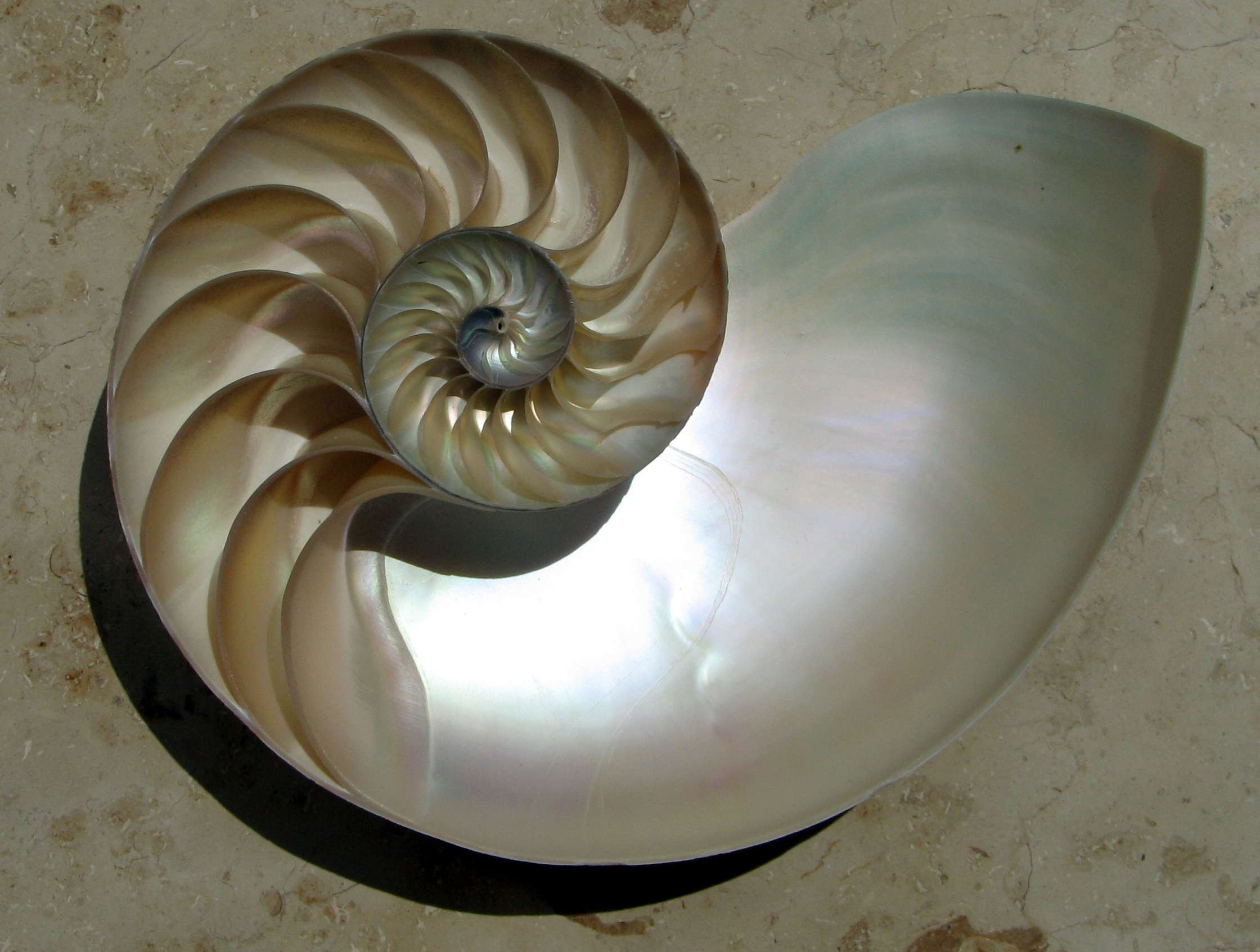
Concha de nautilus comúnmemte asociada al número áureo con forma de espiral dorada.

## Importancia
La importancia de la biología teórica y matemática, además de permitir las colaboraciones interdisciplinarias, (en específico la biología con las matemáticas y otras disciplinas cuantitativas, como la física y la informática) radica en su capacidad para proporcionar herramientas y modelos teóricos que permiten entender y predecir el comportamiento de los sistemas biológicos complejos. 
La biología teórica y matemática se utiliza en una amplia gama de aplicaciones biológicas, desde la genética y la evolución hasta la ecología y la fisiología. Los modelos matemáticos permiten a los biólogos comprender la complejidad de los sistemas biológicos, hacer predicciones y realizar experimentos virtuales que serían difíciles o imposibles de realizar en la vida real. También pueden ayudar a identificar patrones y tendencias en los datos biológicos, lo que puede proporcionar información valiosa sobre la función de los sistemas biológicos.
Además, la biología teórica y matemática es una herramienta importante en la investigación médica y farmacéutica. Los modelos matemáticos pueden ayudar a entender cómo los fármacos interactúan con el cuerpo y cómo se propagan las enfermedades infecciosas. También pueden ayudar a diseñar ensayos clínicos más eficaces y a mejorar la eficacia de los tratamientos médicos.
Haciendo una síntesis, la importancia de la biología teórica y matemática puede ser en parte por las siguientes razones:
- El incremento explosivo reciente desarrollo de herramientas matemáticas (como por ejemplo la teoría del caos) ayuda para el entendimiento de mecanismos complejos y no lineales en biología.
- Un incremento en la capacidad computacional que permite hacer cálculos y simulaciones que no eran  posibles con anterioridad.
- Un incremento en el interés en la experimentación in silico debido a las complicaciones que surgen en investigación animal y humana.

## Técnicas de modelización
Aunque cada sistema biológico requiere sus propias técnicas de modelado, existen algunos métodos de modelado muy generales y útiles que revisaremos.

### Análisis compartimental
Esta técnica de modelado es muy adecuada para la transformación química y los sistemas de intercambio celular. Sin embargo, puede extenderse a muchas otras circunstancias. Son necesarios varios pasos para desarrollar un modelo compartimental:
- Definir la sustancia a estudiar y sus transformaciones en los diferentes compartimentos (que son en realidad clases de equivalencia).
- Determinar por observación las constantes de proporcionalidad de intercambio entre los compartimentos.
- Realizar el balance de masa (caudal de entrada – caudal de salida) mediante un sistema diferencial lineal.
- Hacer las aproximaciones necesarias para simplificar la solución numérica.

Los biólogos utilizan ampliamente este método para el análisis cuantitativo de flujos metabólicos, difusión de marcadores y fármacos en farmacocinética.

### Modelos epidemiológicos
Los modelos matemáticos de epidemias consiste en el uso de herramientas matemáticas para explicar y predecir el comportamiento de agentes infecciosos y potencialmente dañinos a poblaciones humanas o animales. A continuación se da una breve descripción de la notación más usada en los modelos deterministas:
- S - Individuos susceptibles (ver modelo SIR).
- I - Individuos infectados (ver modelo SIR).
- R - Individuos recobrados (ver modelo SIR).
- N - Población total.
- β - Tasa de contagios (media de personas infectadas por un infectado en una unidad t).
- 1/γ - Tiempo promedio de infección (para un solo individuo).
- μ - Tasa promedio de defunciones (probabilidad de que un individuo infectado muera debido a la enfermedad).
- f - Tasa promedio de pérdida de inmunidad en individuos recobrados.
- E - Individuos expuestos.
- 1/ε Tiempo promedio de incubación.
- B - Tasa promedio de nacimientos.
- M - Infantes con inmunidad pasiva.
- 1/δ - Tiempo promedio de inmunidad temporal.

#### El modelo SIR
En 1927, W. O. Kermack y A. G. McKendrick crearon el modelo SIR que considera una enfermedad que se desarrolla a lo largo del tiempo y únicamente tres clases de individuos (de donde proviene el nombre):
- S(t) representa a los individuos susceptibles, es decir, aquellos que no han enfermado anteriormente y por lo tanto pueden resultar infectados al entrar en contacto con la enfermedad.
- I(t) representa a los individuos infectados y por lo tanto en condiciones de transmitir la enfermedad a los del grupo S.
- R(t) representa a los individuos recobrados de la enfermedad, y que ya no están en condiciones ni de enfermar nuevamente ni de transmitir la enfermedad a otros.

El flujo de transiciones de un grupo a otro se da como sigue:
{\displaystyle S\rightarrow I\rightarrow R}
Dada una población fija {\displaystyle N=S(t)+I(t)+R(t)}, Kermack y McKendrick obtuvieron las siguientes ecuaciones diferenciales que describen el modelo:
{\displaystyle {\begin{cases}{dS \over dT}=-\beta SI\\{dI \over dT}=\beta SI-\gamma I\\{dR \over dT}=\gamma I\end{cases}}}

### Difusión, convección, modelo de reacción
Muchos sistemas biológicos consisten en la interacción entre dos o más sustancias. Si modelamos la evolución en el tiempo y en el espacio de las concentraciones o presiones parciales de estas sustancias, nos lleva a sistemas con derivadas parciales. En el caso de una dimensión del espacio x obtenemos EDOs del tipo:
{\displaystyle {\partial y \over \partial t}(t,x)=K\cdot {\partial ^{2}y \over \partial x^{2}}+c\cdot {\partial  \over \partial x}(Q,y)+f(y,z).}
donde y y z son las concentraciones de dos sustancias, K es una constante de difusión, c es la constante de convección o transporte, Q es la tasa de convección y f es una función dada que describe la interacción entre las dos sustancias.
Las relaciones adicionales que emanan de la observación (condiciones iniciales y de contorno) son necesarias para asegurar la unicidad de la solución. Este modelo se utiliza concretamente para el estudio cuantitativo de los intercambios de gases respiratorios entre los alvéolos y los capilares sanguíneos.

### Modelos estocásticos
Los modelos estocásticos son adecuados para un pequeño número de moléculas, es decir, sistemas en los que el ruido estocástico no es despreciable. Están basados en estadísticas, a continuación se enlistan dos ejemplos:
- Modelo estocástico en ecología.
- Modelado estocástico del ritmo circadiano.

## Áreas de investigación
Varias áreas de investigación especializada en biología matemática y teórica. A continuación sigue una breve descripción de algunas áreas de investigación de la biológica.

### Biología relacional abstracta
La biología relacional abstracta (BRA) se ocupa del estudio de modelos relacionales generales de sistemas biológicos complejos, generalmente abstrayendo estructuras morfológicas o anatómicas específicas. Algunos de los modelos más simples en BRA son los sistemas Metabolic-Replication, o sistemas (M,R), introducidos por Robert Rosen en 1957-1958 como modelos relacionales abstractos de organización celular y orgánica.
Otros enfoques incluyen la noción de autopoiesis desarrollada por Maturana y Varela, los ciclos Work-Constraints de Kauffman y, más recientemente, la noción de cierre de restricciones.

### Biología algebraica
La biología algebraica (también conocida como biología simbólica de sistemas) aplica los métodos algebraicos de computación simbólica al estudio de problemas biológicos, especialmente en genómica, proteómica, análisis de estructuras moleculares y estudio de genes.

### Biología de sistemas complejos
Desde 1970 se desarrolló una elaboración de la biología de sistemas para comprender los procesos vitales más complejos en relación con la teoría molecular de conjuntos, la biología relacional y la biología algebraica.

### Modelos informáticos y teoría de autómatas
Una monografía sobre este tema resume una gran cantidad de investigaciones publicadas en esta área hasta 1986, incluidas subsecciones en las siguientes áreas: modelado por computadora en biología y medicina, modelos de sistemas arteriales, modelos de neuronas, redes bioquímicas y de oscilación, autómatas cuánticos, computadoras cuánticas en biología molecular y genética, modelado del cáncer, redes neuronales, redes genéticas, categorías abstractas en biología relacional, sistemas de replicación metabólica, aplicaciones de teoría de categorías en biología y medicina, teoría de autómatas, autómatas celulares, modelos de teselación y autorreproducción completa, sistemas caóticos en organismos, biología relacional y teorías organísmicas.

#### Modelado en biología celular y molecular
Esta área ha recibido un incremento en interesados en ella debido a la creciente importancia de la biología molecular. 
- Modelado de neuronas y la carcinogénesis
- Mecánica de los tejidos biológicos
- Enzimología teórica y cinética enzimática
- Modelado del cáncer y simulación  Archivado el 3 de noviembre de 2011 en Wayback Machine.
- Modelado del movimiento de poblaciones celulares interactivas
- Modelado matemático la formación de un tejido de granulación
- Modelado matemático de dinámica intracelular

#### Modelado de sistemas fisiológicos
- Modelado de enfermedades arteriales
- Modelado multi-escalar del corazón
- Modelado de propiedades eléctricas de interacciones musculares, como en modelos bidominio y monodominio.

### Neurociencia computacional
La neurociencia computacional (también conocida como neurociencia teórica o neurociencia matemática) es el estudio teórico del sistema nervioso.

### Biología evolucionaria
La ecología y la biología evolutiva han sido tradicionalmente los campos dominantes de la biología matemática.
La biología evolutiva ha sido objeto de una extensa teorización matemática. El enfoque tradicional en esta área, que incluye complicaciones de la genética, es la genética de poblaciones. La mayoría de los genetistas de poblaciones consideran la aparición de nuevos alelos por mutación, la aparición de nuevos genotipos por recombinación y los cambios en las frecuencias de los alelos y genotipos existentes en un pequeño número de loci de genes. Cuando se consideran efectos infinitesimales en un gran número de loci de genes, junto con la suposición de equilibrio de ligamiento o equilibrio de cuasi-ligamiento, se deriva la genética cuantitativa. Ronald Fisher hizo avances fundamentales en estadística, como el análisis de varianza, a través de su trabajo sobre genética cuantitativa. Otra rama importante de la genética de poblaciones que condujo al extenso desarrollo de la teoría coalescente es la filogenética. La filogenética es un área que se ocupa de la reconstrucción y el análisis de árboles y redes filogenéticas (evolutivas) basados en características heredadas. Los modelos tradicionales de genética de poblaciones tratan con alelos y genotipos, y con frecuencia son estocásticos.
Muchos modelos de genética de poblaciones asumen que los tamaños de población son constantes. Los tamaños de población variables, a menudo en ausencia de variación genética, son tratados por el campo de la dinámica de poblaciones. El trabajo en esta área se remonta al siglo XIX, e incluso a 1798, cuando Thomas Malthus formuló el principio de la dinámica de la población, que luego se conoció como el modelo de crecimiento maltusiano. Las ecuaciones depredador-presa de Lotka-Volterra son otro ejemplo famoso. La dinámica de la población se superpone con otra área activa de investigación en biología matemática: la epidemiología matemática, el estudio de las enfermedades infecciosas que afectan a las poblaciones. Se han propuesto y analizado varios modelos de propagación de infecciones que arrojan resultados importantes que pueden aplicarse a las decisiones de política sanitaria.
En la teoría de juegos evolutiva, desarrollada por primera vez por John Maynard Smith y George R. Price, la selección actúa directamente sobre los fenotipos heredados, sin complicaciones genéticas. Este enfoque se ha refinado matemáticamente para producir el campo de la dinámica adaptativa.

### Biofísica matemática
Las primeras etapas de la biología matemática estuvieron dominadas por la biofísica matemática, descrita como la aplicación de las matemáticas en la biofísica, que a menudo involucra modelos físicos/matemáticos específicos de biosistemas y sus componentes o compartimentos.
La siguiente es una lista de descripciones matemáticas y sus supuestos.

#### Procesos deterministas (sistemas dinámicos)
Un mapeo fijo entre un estado inicial y un estado final. Partiendo de una condición inicial y avanzando en el tiempo, un proceso determinista siempre genera la misma trayectoria, y no hay dos trayectorias que se crucen en el espacio de estados.
- Ecuaciones de diferencia/Mapas: tiempo discreto, espacio de estado continuo.
- Ecuaciones diferenciales ordinarias: tiempo continuo, espacio de estado continuo, sin derivadas espaciales. Ver también: Ecuaciones diferenciales ordinarias numéricas.
- Ecuaciones diferenciales parciales: tiempo continuo, espacio de estado continuo, derivadas espaciales.
- Autómatas celulares deterministas lógicos: tiempo discreto, espacio de estado discreto.

#### Procesos estocásticos (sistemas dinámicos aleatorios)
Un mapeo aleatorio entre un estado inicial y un estado final, haciendo que el estado del sistema sea una variable aleatoria con una distribución de probabilidad correspondiente.
- Procesos no markovianos - ecuación maestra generalizada - tiempo continuo con memoria de eventos pasados, espacio de estado discreto, tiempos de espera de eventos (o transiciones entre estados) ocurren discretamente.
- Proceso de salto de Markov - ecuación maestra - tiempo continuo sin memoria de eventos pasados, espacio de estado discreto, tiempos de espera entre eventos que ocurren discretamente y se distribuyen exponencialmente. Ver también: método de Monte Carlo para métodos de simulación numérica.
- Proceso de Markov continuo: ecuaciones diferenciales estocásticas o una ecuación de Fokker-Planck: tiempo continuo, espacio de estado continuo, los eventos ocurren continuamente de acuerdo con un proceso de Wiener aleatorio.

#### Modelado espacial
Un trabajo clásico en esta área es el artículo de Alan Turing sobre la morfogénesis titulado The Chemical Basis of Morphogenesis, publicado en 1952 en Philosophical Transactions of the Royal Society.
- Ondas viajeras en un ensayo de cicatrización de heridas.
- Comportamiento de enjambre.
- Una teoría mecanoquímica de la morfogénesis.
- Formación de patrones biológicos.
- Modelado de distribución espacial utilizando muestras de parcelas.[14]
- Patrones de Turing.[15]

### Modelos matemáticos
Un modelo de un sistema biológico se traduce en sistemas de ecuaciones, aunque la palabra modelo es a menudo usada como el sistema de las ecuaciones correspondientes. La solución de las ecuaciones, ya sea por medios analíticos o numéricos, describe cómo el sistema biológico se comporta ya sea a en el tiempo o en equilibrio. Hay muchos diferentes tipos de ecuaciones y el tipo de comportamiento que puede ocurrir es dependiente tanto del modelo como de las ecuaciones utilizadas. El modelo a menudo hace suposiciones sobre el sistema. Las ecuaciones pueden también hacer suposiciones sobre la naturaleza de lo que puede ocurrir.

### Teoría de conjuntos moleculares
La Teoría de Conjuntos Moleculares (TCM) es una formulación matemática de la cinética química de sentido amplio de las reacciones biomoleculares en términos de conjuntos de moléculas y sus transformaciones químicas representadas por mapeos teóricos de conjuntos entre conjuntos moleculares. Fue introducido por Anthony Bartholomay y sus aplicaciones se desarrollaron en biología matemática y especialmente en medicina matemática. La teoría también ha contribuido a la bioestadística y la formulación de problemas de bioquímica clínica en formulaciones matemáticas de cambios bioquímicos patológicos de interés para la fisiología, la bioquímica clínica y la medicina.

### Biología organizacional
Los enfoques teóricos de la organización biológica tienen como objetivo comprender la interdependencia entre las partes de los organismos. Destacan las circularidades a las que conducen estas interdependencias. Los biólogos teóricos desarrollaron varios conceptos para formalizar esta idea. Un ejemplo es la biología relacional abstracta.

### Dinámica de poblaciones
La dinámica de poblaciones ha sido tradicionalmente, el campo dominante de la biología matemática. El trabajo en esta área se remonta al siglo XIX. Las ecuaciones de Lotka-Volterra son un famoso ejemplo. Hacia finales del siglo XIX y en la primera década del siglo XX, la dinámica de la población ha sido complementada por la teoría evolutiva de juegos, desarrollada primero por John Maynard Smith. Bajo estas dinámicas, conceptos de la biología evolucionaria pueden tomar forma determinista y matemática.
La dinámica de poblaciones está relacionada con otra área activa de investigación en biomatemática: epidemiología matemática, el estudio de las enfermedades infecciosas  que afectan a  las poblaciones. Se han propuesto diversos  modelos de esparcimiento viral, que  analizados, proveen resultados importantes que pueden ser aplicados a políticas de salud.

## Ejemplos de modelos biomatemáticos

### El crecimiento bacteriano
Para modelar la evolución de una colonia bacteriana, solemos utilizar el sistema de ecuaciones diferenciales de Cherruault (1998):
{\displaystyle {\begin{cases}dX/dt=(\mu (X,S)-U)X,\\dS/dt=-k\mu (X,S)X+U(V-S),\\X(0)=X_{0},\\S(0)=S_{0}.\\\end{cases}}}
En esta ocasión, los parámetros son los siguientes:
- k es una constante de intercambio identificada por los datos experimentales;
- X y S son respectivamente la concentración de biomasa y sustrato en el medio nutritivo;
- V es la entrada del sustrato;
- U(t) es una función de control (que puede corresponder, por ejemplo, a la concentración de etanol en un proceso de fermentación alcohólica);
- µ(t) es una función no lineal que define el intercambio entre el compartimento bacteriano X y el medio de cultivo S. Esta función se calcula según la ley de Monod, que tiene la expresión:

{\displaystyle \mu (X,S)={\frac {\nu _{X}\cdot S}{K_{M}+S}}}.
Aquí {\displaystyle K_{M}} es la constante de Michaelis y {\displaystyle \nu _{X}} una constante experimental.

### Dinámica de poblaciones
La dinámica de poblaciones ha sido tradicionalmente un área predilecta de las biomatemáticas. Los modelos que describen la evolución de las poblaciones han sido objeto de varios estudios que datan del siglo XIX. Entre otras, las ecuaciones de Lotka y Volterra (1925) permiten modelar la evolución en el tiempo de presas y depredadores en un ecosistema. A veces se les llama modelos "presa-depredador", la fórmula general es:
{\displaystyle {\frac {d}{dt}}N_{i}(t)=N_{i}(t)(r_{i}-\sum _{j=i}^{p}d_{i,j}N_{j}(t))}
En esta ocasión, los parámetros son los siguientes:
- {\displaystyle N_{i}} es el número de individuos de la especie i, siendo {\displaystyle N_{0}} el número inicial.
- p es el número de especies competidoras.
- {\displaystyle r_{i}} es la tasa de crecimiento específica de la especie i;
- {\displaystyle d_{i,j}} son los coeficientes que miden en qué medida la presencia de una especie j afecta la supervivencia de la especie i.

### Organización espacial y morfogénesis
El matemático inglés Alan Turing buscó sentar las bases matemáticas para una teoría de la morfogénesis. En un artículo publicado en 1952, titulado: La base química de la morfogénesis, mostró cómo una reacción química unida a un fenómeno de difusión podía dar lugar a distribuciones periódicas en el espacio de las concentraciones de determinadas especies químicas. Según Turing, un sistema de sustancias químicas llamadas morfógenos que reaccionan entre sí y se difunden a través de los tejidos explica adecuadamente el fenómeno principal de la morfogénesis. Siempre que se produzcan interacciones entre reacciones químicas con autocatálisis, retroalimentación, intercambios cruzados, etc. y dar lugar a procesos no lineales con ruptura de simetría.

### Enfermedades infecciosas
El sistema mixto de Marchuk (1994)4 es uno de los modelos más comunes que describen la evolución de una enfermedad infecciosa de origen viral. Tiene en cuenta las reacciones de defensa del cuerpo que se traducen por ecuaciones matemáticas. Este modelo permite explicar las características funcionales del sistema inmunitario así como el papel de la temperatura, el mecanismo de la respuesta inmunitaria, la naturaleza del agente viral, etc.

### El ciclo celular
El ciclo celular eucariota es muy complejo y es uno de los temas más estudiados, ya que su mala regulación conduce a cánceres. Este es posiblemente un buen ejemplo de un modelo matemático ya que conlleva cálculos simples pero da resultados válidos. Dos grupos de investigación han producido diversos modelos de los ciclos celulares simulando muchos organismos. Recientemente, han producido un modelo genérico del ciclo celular eucariota que puede representar un eucariota particular dependiendo de los valores de los parámetros, demostrando que la idiosincrasia de los ciclos celulares individuales se debe a diferentes concentraciones y afinidades de proteínas, mientras que los mecanismos subyacentes se conservan (Csikasz-Nagy et al., 2006).
Por medio de un sistema de ecuaciones diferenciales ordinarias, estos modelos muestran el cambio en el tiempo (sistema dinámico) de la proteína dentro de una sola célula típica; este tipo de modelo se denomina proceso determinista (mientras que un modelo que describe una distribución estadística de concentraciones de proteínas en una población de células se denomina proceso estocástico).
Para obtener estas ecuaciones se debe realizar una serie iterativa de pasos: primero se combinan varios modelos y observaciones para formar un diagrama de consenso y se eligen las leyes cinéticas apropiadas para escribir las ecuaciones diferenciales, como la cinética de velocidad para reacciones estequiométricas, cinética Michaelis-Menten para reacciones de sustrato enzimático y cinética Goldbeter-Koshland para factores de transcripción ultrasensibles, luego los parámetros de las ecuaciones (constantes de velocidad, coeficientes de eficiencia enzimática y constantes de Michaelis-Menten) deben ajustarse para que coincidan con las observaciones; cuando no se pueden montar se revisa la ecuación cinética y cuando no es posible se modifica el diagrama de cableado. Los parámetros se ajustan y validan utilizando observaciones wild type y mutantes, como la vida media de la proteína y el tamaño celular.
Para ajustar los parámetros, se deben estudiar las ecuaciones diferenciales. Esto se puede hacer por simulación o por análisis. En una simulación, dado un vector inicial (lista de los valores de las variables), la progresión del sistema se calcula resolviendo las ecuaciones en cada período de tiempo en pequeños incrementos.
En el análisis, las propiedades de las ecuaciones se utilizan para investigar el comportamiento del sistema en función de los valores de los parámetros y variables. Un sistema de ecuaciones diferenciales se puede representar como un campo vectorial, donde cada vector describe el cambio (en la concentración de dos o más proteínas) que determina hacia dónde y qué tan rápido se dirige la trayectoria (simulación). Los campos vectoriales pueden tener varios puntos especiales: un punto estable, llamado sumidero, que atrae en todas las direcciones (obligando a que las concentraciones estén en un cierto valor), un punto inestable, ya sea una fuente o un punto de silla, que repele (obligando a la concentraciones alejándose de un cierto valor), y un ciclo límite, una trayectoria cerrada hacia la cual varias trayectorias se aproximan en espiral (haciendo oscilar las concentraciones).
Una mejor representación, que maneja la gran cantidad de variables y parámetros, es un diagrama de bifurcación que usa la teoría de la bifurcación. La presencia de estos puntos especiales de estado estacionario en ciertos valores de un parámetro (por ejemplo, la masa) está representada por un punto y una vez que el parámetro pasa un cierto valor, se produce un cambio cualitativo, llamado bifurcación, en el que cambia la naturaleza del espacio, con profundas consecuencias para las concentraciones de proteínas: el ciclo celular tiene fases (que corresponden parcialmente a G1 y G2) en las que la masa, a través de un punto estable, controla los niveles de ciclina, y fases (fases S y M) en las que las concentraciones cambian de forma independiente, pero una vez que la fase ha cambiado en un evento de bifurcación (punto de control del ciclo celular), el sistema no puede volver a los niveles anteriores ya que en la masa actual el campo vectorial es profundamente diferente y la masa no puede revertirse a través del evento de bifurcación, haciendo un punto de control irreversible. En particular, los puntos de control S y M se regulan mediante bifurcaciones especiales denominadas bifurcación de Hopf y bifurcación de período infinito.

### Sociedades e Institutos
Sociedad Latinoamericana de Biología Matemática